# Stobi
Stobi (grčki: Στoβόι, makedonski: Стоби) je ime antičkog grada pored Demir Kapije, danas je to najpoznatije arheološko nalazište u Makedoniji.
Ostatci grada Stobia nalaze se na uviru rijeke Crne (grčki: Erigon) u Vardar (grčki: Aksios), 160 km sjeverozapadno od Soluna, na glavnom prometnom pravcu Dunav - Egejsko more, u vrijeme svog vrhunca, to je bio grad velikog vojnog i trgovačkog značaja. Povoljna pozicija Stobia, omogućila je gradu pozdan napredak i prosperitet osobito za mirnih vremena 1. i 2. stoljeća. Na kraju svoje egzistencije grad je na kraju 6. stoljeća pao pod vlast Slavena.

## Povijest
Grad Stobi je bio značajno urbano naselje u periodu od 3. stoljeća pr. Kr. do 6. stoljeća. Grad Stobi prvi put spominje u pisanim dokumentima rimski povjesničar Livije godine  197. pr. Kr., on je naveo lokaciju grada u sklopu opisa pobjede Filipa V makedonskog kralja protiv Dardana (ilirskog plemena). 

#### Predrimski period
Po arheološkim nalazima, naselje je osnovano u helenističkom periodu, ne puno prije vladavine Filipa V. makedonskog. Naselje se razvilo iz malog peonskog naselja, s korijenima u arhajskom periodu, na površini od oko 2,5 hektara, na terasastom terenu uz rijeku Crnu (grčki: Egiron). Iz tog perioda pronađene su brončane statue iz klasičnog i arhajskog perioda, i keramički predmeti iz neolita.  

#### Rimski period
Godine 168. pr. Kr. Rimljani su pobijedili Perzeja i zauzeli Makedoniju, koju su podijelili na četiri upravna područja, ali su joj ostavili neku vrst nezavisnosti. 148. pr. Kr. Makedonija je izgubila nezavisnost i postala rimska provincija. Grad Stobi postao je upravno središte provincije Macedonia I. Za vladavine cara Augusta (31. pr. Kr. - 14.), grad se osobito raširio i površinom i stanovništvom, dobio je i status - grada(oppidium civium Romanorum). Većina helenističkih grobova zasuta je zemljom i na njihovom mjestu podignute su nove zgrade. To su nam potvrdila arheološka iskapanja iz 1970./1971. kada su otkrivena 55 groba u zapadnoj nekropoli. Status municipija, Stobi je dobio godine 69. Tada počinje i rad kovnice novca. Stanovnici Stobia stekli su pravo na - Ius Italicum, i postali građani Rima, a pripadali su plemenima Aemila i Tromentina. Rani i kasni rimski period, su i najbolja vremena u životu Stobia.

#### Kasnorimski period
I Stobi je kao i ostali antički gradovi toga doba, trpio od provala barbara na teritorij Rimskog Carstva već od 3. stoljeća. Ponovno obnovljeni grad u 4. stoljeću nastradao je u Hunskim pohodima Atile u 5. st., a zatim u pohodima Ostrogota, vođenih od Teodorika (479.). Ranokršćanska zajednica uspjela je obnoviti život u gradu, i život se nastavio dalje. Ali loša obrambena pozicija grada, u nemirnom 6. stoljeću, donijela je naselju ipak postupnu dekadenciju, tako da je jedini objekt podignut u tom vremenu a ravan nekadašnjem sjaju - Episkopalna bazilika.
Kršćanstvo u Stobiju se vrlo rano pojavilo, i bilo dobro organizirano, tako da je već od 325. grad postao episkopsko (biskupsko) sjedište (Budius je prvi biskup grada Stobia). U 4. stoljeću Stobi je postao sjedište Mitropolije, s tri eparhije; Stobi, Bargalska i Zaparska. Novom teritorijalnom podjelom Makedonije, Stobi je postao glavni grad provincije - Macedonia Salutaris. Car Teodozije I posjetio je Stobi 388. godine.
U Stobiu je djelovala i jaka židovska zajednica, već od 3. stoljeća. Za posjeta cara Teodozija I. 388. godine porušena je Poliharmosova sinagoga.
Od 5. st. počinju velike nevolje Stobia, 479. g. grad je orobio Teodorik Veliki, ostrogotski kralj. Građani su ga uspjeli obnoviti, ali je grad pogodio razoran potres 518. g., nakon toga uslijedila je invazija Avarsko - Slavenskih plemena tokom čitavog 6. st., na kraju tog stoljeća i posljednji njegovi stanovnici su ga napustili. 1014. g. ostatke napuštenog grada Stobia porušila je vojska bizantskog cara Bazilija II u svom pohodu na Makedoniju.
Antički izvori, govore o intenzivnom životu ove ranokršćanske zajednice, tako da znamo za više istaknutih vjerskih vođa iz Stobia. Pa se tako zna za; episkopa (biskupa) Budiusa (Nikejski koncil 325 g.) pa za episkopa Eustacija (između 343 - 381 g.), episkopa Nikolu (četvrti ekumenski koncil u Kalcedonu 451.), pa episkopa Filipa (obnovitelja velike Episkopalne bazilike u Stobiu, oko 500.) i episkopa Foku (sudionika petog ekumenskog koncila u Carigradu 553. g.). Kasnije znamo za episkopa  Ivana iz Stobia (on se spominje kao sudionik šestog ekumenskog koncila u  Carigradu 681. g. kao i za njegova nasljednika episkopa Margarita, kao učesnika crkvenog sabora u gradu Stobiu (692. g.)

## Arheološka iskapanja
Prva arheološka istraživanja proveo je Muzej iz Beograda 1924. – 1936. za vrijeme Kraljevine Jugoslavije. Istraživanja su nastavljena manjim intezitetom do početka II svjetskog rata. Ova iskapanja dovela su na svijetlo dana jedan kasno antički grad, s mnogim javnim i privatnim građevinama. Zatim je iskopano kazalište i većina crkava u centralnom i zapadnom dijelu grada. U toku II svjetskog rata otkriveni su kasno helenistički grobovi oko građevine poznate kao Palača iz Peristerija. 
Najintenzivnija istraživanja provedena su u periodu 1970. – 1980. od strane tadašnjih jugoslavenskih i američkih arheologa. Za vrijeme ovih istraživanja, otkrivene su brojne građevine, provedena detaljnija istraživanja na Zapadnom groblju i mreži gradskih akvadukta. Završna istraživanja provedena su od 1981. do  1988. g. na Episkopalnoj bazilici. 
1955. g. na južnom dijelu Sjeverne bazilike otkrivena su 23 slavenska groba, iz 9. – 11. st., ovi grobovi nam govore o tome da je pored Stobia, a i u samom gradu živjela slavenska populacija.
U Stobiu su pronađene brojne skulpture (bronca, mramor), kultnih božanstava grčko-rimskog panteona ; Apolon i Artemida, Asklepij, Dionis, Zeus, Tihe, Afrodita, Higia, Telesfor. Ali i pored svih iskapanja, nedostaju objekti iz ranog rimskog doba grada, - tako da je jedini objekt iz tog perioda gradsko kazalište.
Podatke za postojanje od najmanje dva gradska hrama, danas imamo zahvaljujući kovanicama pronađenim u Stobiu (i iskovanima u Stobiu).

## Objekti i građevine

#### Sjeverna bazilika
To je trobrodna ranokršćanska crkva, čiji su bočni brodovi odvojeni stupovima od centralnog broda. Crkva ima prostrani atrij, egzonarteks, narteks i krstionicu (baptisterij) na sjevernoj strani, s četvrolisnim bazenom. U baziliku se ulazilo iz Glavne donje ulice (Via Principalis Inferior).
Objekt je iz 5. ili 6. stoljeća, izgrađen je na mjestu starijeg sakralnog objekta. U južnom brodu i nešto dalje od crkve, pronađeno je 23 srednjovjekovna slavenska groba iz 9. – 12. stoljeća koji su inače bili dio veće nekropole (groblja) koja se nalazila između Sjeverne i Centralne bazilike.

#### Civilna bazilika
Ovaj objekt nalazi se nasuprot Sjeverne bazilike, otkriven je 1937. Za ponovnih intenzivnijih istraživanja (1956./1957.) pronađeno je sedam različitih slojeva gradnje. U krajnjoj fazi njegove uporabe, služio je građanima Stobia za svjetovne namjere, zbog toga je i nazvan - Civilna bazilika.
Ispod apside pronađeni su predmeti iz 5. stoljeća pr. Kr., dok je ispod broda bazilike pronađena freska s motivom barske ptice iz 1. st. pr. Kr. Pronađeno je i mnoštvo predmeta iz doba helenizma iz 3. i 2. st. pr. Kr.

#### Malo kupalište (Thermae minores)
Objekt je iskopan između Civilne i Sjeverne bazilike, i građen je u stilu kasno antiknih gradnji. Objekt ima apoditorium s bazenom u apsidalnom
prostoru, kao i dvojnu sobu s tri apside. Građen je od kamenih blokova.

#### Centralna bazilika i sinagoga
To je ranokršćanska trobrodna crkva, u koju se ulazi iz Glavne ulice (Via Principalis), podignuta je na kraju 4. ili početkom 5. stoljeća.  
Prije nje na istom mjestu bila je sinagoga, čiji je pod iskopan na nivou ispod na 1,5 metra dubine.
Ova sinagoga je iz 4. stoljeća, podignuta je na temeljima starijeg objekta iz 3. stoljeća za koji se pretpostavlja da je izgrađena donacijama oca sinagoge iz Stobia Tiberiusa Claudiusa Poliharmosa (njegovo ime uklesano je na stupu na ulazu u apsidu). Temeljitijim iskapanjem ispod Poliharmosove sinagoge otkrivene su građevine iz 2. stoljeća pr. Kr. i dvije vaze s kovanicama iz 211. – 125. pr. Kr. Helenistički slojevi leže na prethistorijskim slojevima uz korito Crne rijeke.

#### Kuća psalama
Građevina se nalazi južno od Centralne bazilike sa Sinagogom. Ona ima centralnu apsidalnu prostoriju, dvorane sa stupovima i veliki bazen sa stupovima na zapadnom dijelu unutrašnjeg dvorišta. Glavna dvorana popločena je luksuznim mozaicima s ornamentanim motivima, kao i druge prostorije. Podni mozaik u velikoj apsidalnoj dvorani podjeljen je na četiri dijela. Zapadno polje ima geometrijske ornamente i ptice kao motiv, istočno polje
mozaika je kompozicija s jelenima i barskim pticama oko kantarosa(grčka keramička posuda) iz kojeg istječe voda, ovaj ranokršćanski motiv je bio čest u ovom vremenu. To je dovelo do otkrića da je ova građevina bila rezidencija crkvenih velikodostojnika, iz ove građevine moglo se je ući i u jednu od sinagoga.

#### Via axia
Via axia je bila jedna od glavnih gradskih prometnica u smjeru istok-zapad, dosad je otkopan samo njen manji dio.

#### Sveta ulica  (Via Sacra)
Ova ulica vodila je od Herkulovih vrata do trga. Na južnoj strani imala je stupove koji su prije bili dijelovi gradskog kazališta.

#### Heraklovavrata (Porta Heraklea)
Ova dvostruka vrata, bila su glavni ulaz u grad i nalazila su se u zapadnom dijelu grada. Ne zna se kad su podignuta, ali se zna da su bila u upotrebi
još u toku 6. st.

#### Gradska fontana
Nalazi se na malom trgu, koji formira križanje ulica; Via Axia i Via Principalis Inferior. Na zapadnoj strani nalazi se javna fontana, iz njezine tri
cijevi voda je istjecala u tri kamena korita.

#### Veliko kupalište (Magnae Thermae)
Otkriveno je 1931. – 1932., u njega se moglo ući iz Via Axia. Imale su apoderium (veliko predsoblje), veliku dvoranu s hipokaustima(podestima za skulpture) i 6 mramornih bazena i prefurnium(dvorana za grijanje) s južne strane.
Terme su imale nekoliko faza građenja i dograđivanja, rekonstruirane terme, bile su u uporabi u posljednjoj fazi života grada, u kasnom VI stoljeću. U apoderiumu je pronađena mramorna statua iz sredine carskog perioda.

#### Glavna donja cesta (Via Principalis Inferior)
Ova prometnica vodila je u pravcu sjever - jug, uz nju su se nalazile, Gradska fontana, Parteniusova kuća, Teodozijeva palača i Kuća psalama.

#### Glavna gornja cesta (Via Principalis Superior)
Ova cesta je bila paralelna s Glavnom donjom cestom (Via Principalis Inferior).

#### Teodozijeva ulica (Via Teodozija)
Ovo je paralelna ulica s Via Axiom, i nalazi se između Peristeriusove kuće i Teodozijeve palače. Ulica je bila popločena kamenim oblucima i pločama.

#### Polukružni trg
Nalazi se sjeverno od Episkopske bazilike, od ulice je odvojen niskom pregradom sjedišta kazališta. Pretpostavlja da je podignut između 4. – 5. st., okružen je stupovima, i ima podest u centru za veći spomenik.

#### Peristeriusova kuća
Građevina predstavlja stambeno - trgovački kompleks za više obitelji, na zapadnom dijelu protežu se trgovine. Obitelj Peristerius, posjedovala
je prostorije u južnom dijelu građevine. Centralni dio građevine je otvoreno dvorište, s velikim fontanama od mramora. Na istočnom dijelu građevine nalazila su se skladišta, u ovom dijelu pronađeni su izvrsno očuvani podni mozaici. Čitav kompleks datiran je u kasno 4. odnosno rano 5. stoljeće. 

#### Teodozijeva palača
Istočno od Teodozijeve ulice, nalazi se jedan od najreprezentativnijih objekata, koji je dosad otkriven u Stobiu. Za njega se pretpostavlja da je bio rezidencija Teodozija I, za njegova posjeta Stobiu 388. godine. Ime vlasnika kuće nije poznato, pa se objekt zove Teodosik, građevina ima tlocrt u obliku slova L, i izlaz na tri ulice. Velika dvorana okružena je stupovima, sa sjevera i zapada. Na istočnoj strani nalazio se bazen s osam mramornih pijedestala za samostojeće skulpture. Pod palače bio je pokriven mramornim pločama, a peristil (nenatkriveno dvorište) mozaicima.
Velika apsidalna prostorija (triklinium), nalazi se na južnom dijelu građevine, na nešto uzdignutijem nivou, podovi su ukrašeni mozaicima. Palača je podignuta između 4. i 5. stoljeća. 

#### Valjaonica (Domus Fullonica)
To je kompleks međusobno povezanih manjih građevina. To su bili stambeni objekti i trgovine, ime odgovara samo funkciji iz 5. st. kada se u dijelu tog objekta nalazila valjaona i bojadisaona sukna i radionica za izradu sagova. Inače u ovom kompleksu se živjelo od 1. do 6. stoljeća. 

#### Episkopalna (Biskupska) rezidencija
Nalazi se sjeverno od Episkopalne bazilike. U 4. st. služila je kao ranokršćanski oratorij (govornica), a u 5. stoljeću pretvorena je u episkopsku rezidenciju
Na ovom nalazištu pronađeno je brončana vaza i zlatni prsten u obliku križa. 

#### Episkopalna (Biskupska) bazilika
To je ranokršćanska trobrodna crkva, poznata kao bazilika episkopa Filipa. Podignuta je na umjetnom platou. To je crkva helenističkog stila, s atrijem, narteksom i egzonarteksom. Ima dvojnu apsidu na istoku, u kojoj se nalazi kripta. Iza oltarne pregrade otkrivene su dvije faze gradnje.
Južno od bazilike se nalazio baptisterij (krstionica) s kupolom i vrlo luksuznim mozaicima. Na njima su scene s paunima, barskim pticama i jelenima koji piju vodu iz velikog vrča. U sredini se nalazio bazen, koji je imao dvije faze građenja, u zadnjem sloju se upotrebljavala velika mramorna posuda (grčki: kantaros) koja je služila pri obredu krštenja. Na zidovima baptisterija otkrivene su freske, koje su rađene u dva sloja, na najstarijem se vide likovi svetaca. U crkvi kao i baptisteriju pronađena je bogata arhitektonska dekorativna plastika (kapiteli, parapeti ...). Ova crkva podignuta je u dvije faze, prvi dio datira se početkom 5. stoljeća, a druga faza gradnje bila je na kraju 5. odnosno na početku 6. stoljeća. 
U centralnom brodu ove bazilike, otkriveni su prilikom iskopavanja 1978., 1979.  i 1981. g. ostaci mozaika na podu, jedne starije bazilike. Ona je bila izgrađena krajem 4. stoljeća. 

#### Zapadno groblje
Na ovom nalazištu pronađeno je za iskapanja (1971./1972.) 81 grobova. Nalazi se blizu Porte Heraclea, i proteže u dužini od 500 metara duž obala rijeke Crne, sve do Crkve na groblju. Najstariji gobovi datiraju iz 1. stoljeća pr. Kr. i s početka 2. stoljeća pr. Kr. Ovo groblje bilo je u upotrebi sve do 4. stoljeća. Nalazište je otkriveno za Prvog svjetskog rata 1918. od strane vojnika. Prilikom izgradnje novog vodovoda 1973., otkriveno je još 129 grobova. A za rekonstrukcije željezničke pruge Skopje - Gradsko (via Solun) 1978. godine, pronađeno je još 327 grobova iz 5. – 6. stoljeća. Najveći nalaz zbio se u razdoblju 1992. – 1995., kada je otkriven 1501 grob iz 2. – 6. stoljeća. 

#### Kazališe|Teatar
Gradsko kazalište podignuto je u 2. – 3. stoljeću, po tipu nalikuje starijim grčkim teatrima, i jedan je od najreprezentativnijih objekata pronađenih u Stobiu iz rimskog vremena.
Gledalište, orkestra i scena su podignuti odvojeno. Scena, nema pozornicu, već samo fasadu koja je služila kao pozadina za predstave, kao pozornica
služio je prostor orkestra. Gledalište se sastojalo iz dva dijela i izgrađeno je od mramora donesenog iz obližnjeg kamenoloma - kod Pletvara (Prilep). Po procjenama ovo kazalište moglo je ugostiti 7.638 gledatelja. Raspored sjedenja u ovom kazalištu, ovisio je o plemenskoj pripadnosti, iskopani su natpisi s imenima pet plemena.
Kazalište je pred kraj 3. stoljeća pretvoreno u arenu za borbu gladijatora, ukazom cara Konstantina Velikog iz 325.  zabranjen je rad ovakvim arenama, pa je kazalište pretvoreno u teren za gradnju novih kuća i odlagalište smeća, a koristilo se je i kao izvor pogodnog građevinskog materijala za gradnju objekata u 4. i 5. stoljeću. Tako su mramorna sjedišta iskorištena su kod izgradnje podesta na Svetoj ulici(Via Sacra), kao i za izgradnju glavnog gradskog ulaza Heraklovih vrata (Porta Heraclea).

#### Kockarnica
Građevina se nalazi sjeverno od Gradskog kazališta, u njega se ulazilo iz Glavne ulice (Via Principalis) Nazvana je tako jer je u njoj pronađena - Tabula Lusoria i puno novčića za igru. Objekt je iskopan pred početak II svjetskog rata, i na svijetlo dana izašli su bogati podni mozaici. Detaljnijim iskapanjima provedenim 1981. g. ustanovljeno je da je rakonkršćanska trobrodna bazilika sa; glavnim brodom, narteksom i egzonarteksom. Ona se nalazi u jednom sklopu građevina koje su imale kupališni karakter. Na sjevernoj, otvorenoj strani bazilike nalazi se mramorni bazen. Prostorija za kocku je iz ranog rimskog perioda. Ova bazilika je bila u funkciji u 5. i 6. stoljeću. 

#### Unutrašnji gradski bedem
Ostatci ovih zidina, iskopani su samo djelomično jugoistočno od Centralne bazilike. Ovaj obrambeni zid, podignut je nakon napuštanja gradskog područja uz rijeku Crnu u 4. stoljeću što se dogodilo zbog sve učestalijih barbarskih provala i nemogućnosti da se brani tako veliki gradski teritorij. Bedem je bio širok 2,35 m i očuvan je na dubini od 3-5 metara.

#### Istočni gradski bedem
Ovaj vanjski bedem je otkopan u cijelosti. On okružuje prostor nepravilne forme, širine 400 metara, u pravcu istok-zapad, dužine 450 metara u pravcu sjever-jug. Zidine su bile 2,3 m širine, podignut je u 3. stoljeću. Njegova uporaba je prekinuta krajem 4. ili početkom 5. stoljeća. 

#### Bazilika na groblju
Nalazi se 250 metara jugozapadno od Heraklovih vrata (Porta Heraklea) na putu za Palikuru. To je trobrodna crkva s dvojnom apsidom i narteksom, iz 4. – 5. stoljeća. Pod ove crkve ima mozaik, ispod poda pronađeni su grobovi, koji su iz starijeg razdoblja. Na njezinom južnom dijelu je 1937. otkrivena grobna kripta.

#### Bazilika izvan zidina
Nalazi se na lijevoj obali rijeke Crne, a iskopana je 1992. To je crkva podignuta između 5. i 6. stoljeća, dimenzija 31 x 16 metara. Ima prilično oštećene podne mozaike s ranokršćanskim motivima. Na sjevernom dijelu tog objekta, vidljivi su temelji srednjovjekovne kuće, kao i temelji male crkvice.

#### Bazilika u Palikuri
Objekt se nalazi oko dva kilometra južnije od Herkulovih vrata (Porta Heraclea). Iskapanja na ovom objektu provedena su 1981./ 1982. g. Ova trobrodna crkva podignuta je u 4. ili 5. stoljeću na mjestu starije rezidencijalne građevine. Na ulaznom dijelu ove crkve, otkriveno je desetak ranokršćanskih i kasno antičkih grobova. Istočnije od ove crkve pronađena je velika slavenska nekropola s grobovima iz 9. do 12. stoljeća s bogatim nalazima srebrnog i brončanog nakita.

## Kovanice
Novci su kovani u Stobiu od cara Vespazijana (69. – 79.) do cara Elegabala (218. – 222.). Na najranijoj kovanici, koja je rađena u Stobiu, nalazi se motiv Viktorije (pobjede) i figura bika.
Kovanice iz vremena cara Vespazijana, na aversu imaju portret cara iz profila, dok se na reversu nalazi motiv s četverobrodnim hramom i minijaturnom figurom boga Asklepija u sredini, Bonus Eventus (genij dobre sreće) i lik nepoznatog božanstva, s kacigom, štitom i oklopom (vjerojatno zaštitnika grada Stobija) s malom Viktorijom (rimska božica Pobjede) u jednoj ruci i rogom izobilja.
Na primjeru kovanice iz vremena careva Tita i Domicijana, imamo na aversu profile dva cara, dok se na reversu nalazi motiv hrama s četiri stupa.
Na kovanicama cara Domicijana (81. – 96.), vidimo četverobrodni hram i malu figuru cara u vojnoj opremi. Iz tog doba imamo i monete s profilom njegove žene Domicije.
Na novčanicama cara Trajana (98. – 117.) nalazi se motiv četverobrodnog hrama, i simbolička scena sa ženom zaštitnicom grada koja na glavi ima - corona muralis ( krunu grada), a u rukama drži malu Viktoriju (božicu Pobjede). Lijevo i desno od nje leže dva bradata muška lika, alegorije riječnih bogova Egirona i Aksija.
Na kovanicama cara Marka Aurelija(161. – 180.) nalazi se isti motiv, kao i lik Jupitera i Viktorije (zaštitnice Stobia). Na jednom drugom tipu kovanica iz doba Marka Aurelija, nalazi se lik njegove mlađe žene Faustine (iz profila), i lik Fortune s rogom izobilja.
Kovanice iz vremena Septimija Severa (193. – 211.) imaju lik Viktorije s vijencem i palmama i scenom Plutonove otmice Perzefone iz četveroprega (kvadrige). Na drugom tipu kovanica iz tog doba, nalazi se lik Julije Domne, druge žene Septimija Severa (koja je izvršila samoubojstvo), i scena otmice Perzefone. Na novčanicama njezinog prvorođenog sina Karakale (198. – 217.) nalaze se; lik Viktorije u više inačica, otmica Perzefone, Jupiter na prijestolu i mala Viktorija, Jupiter kako stoji, Demetra u stojećem stavu, Merkur kako sjedi, s vrećicama novca.
Na novčanicama Geta (209. – 212.), drugog sina Julije Domne, nalazi se lik vojnika između dvije nimfe (ili Viktorije).
Na kovanicama iz vremena Elegabala (218. – 222.) nalazi se Jupiter u sjedećem položaju s malom Viktorijom i malim likom mladića (vjerojatno atleta) s vijencem i palmama pa zatim lik Viktorije u nekoliko inačica pa zatim lik borca te scena otmice Perzefone.
Sve dosad pronađene kovanice su iz bronce, tako da se pretpostavlja da je kovnica novca iz Stobia, kovala isključivo jubilarne (prigodne) novčanice.

## Vanjske poveznice
- Službena stranica arheološkog nalazišta i NU Stobi
- Tekst o Stobiu  Arhivirana inačica izvorne stranice od 8. veljače 2006. (Wayback Machine)
- Informacije o lokalitetu Stobi
- Fotografije iz Stobia  Arhivirana inačica izvorne stranice od 10. lipnja 2008. (Wayback Machine)
- The Foundation Open Society Institute – Macedonia (FOSIM) Tekst o Stobiu  Arhivirana inačica izvorne stranice od 8. rujna 2008. (Wayback Machine)
- St. Louis Community College Tekstovi i fotografije o Stobiu
- Kovanice iz Stobia